# Municipio de Indian Creek (Kansas)
El municipio de Indian Creek (en inglés: Indian Creek Township) es un municipio ubicado en el condado de Anderson en el estado estadounidense de Kansas. En el año 2010 tenía una población de 127 habitantes y una densidad poblacional de 1,01 personas por km².

## Geografía
El municipio de Indian Creek se encuentra ubicado en las coordenadas 38°5′21″N 95°27′35″O / 38.08917, -95.45972. Según la Oficina del Censo de los Estados Unidos, el municipio tiene una superficie total de 125.24 km², de la cual 124,63 km² corresponden a tierra firme y (0,48 %) 0,61 km² es agua.

## Demografía
Según el censo de 2010, había 127 personas residiendo en el municipio de Indian Creek. La densidad de población era de 1,01 hab./km². De los 127 habitantes, el municipio de Indian Creek estaba compuesto por el 98,43 % blancos y el 1,57 % eran de una mezcla de razas. Del total de la población el 0 % eran hispanos o latinos de cualquier raza.